# 中共中央出版发行部
中共中央出版发行部是中国共产党中央专门领导出版发行的中央直属机构。

## 历史
1924年5月在上海设立中央出版发行部。洪鸿(张伯简)、王若飞、毛泽民（化名杨杰）、关超麟、李子英先后任部长。该部对外的公开名义是上海书店，店址设于小北门民国路振业里口11号(后门牌为人民路1025号，遗址位于今人民路、同庆街交会处绿地），此系沿马路的老式房屋，单开间门面，有一楼一底加弄堂过街楼。负责印刷发行中共中央的理论刊物《向导》、共青团中央刊物《中国青年》及党的其他刊物、文件和宣传品。还出版马列著作，编印、征订、发行各种社会科学讲义。上海杨树浦怡和纱厂工会骨干钱希均经组织安排，到中共中央出版发行部做毛泽民的助手，两人假扮夫妻掩护机关。1926年2月淞沪警察厅查封上海书店，毛泽民很快在上海宝山路、宝昌路口找到新店址（该建筑在1932年一·二八事變中毁于日军炮火），以宝山书店名义继续发行党的书刊。1926年秋，毛泽民将上海书店存书全部运往武汉，于11月设立长江书店（由苏新甫负责具体业务）。1927年2月，毛泽民又设立上海长江书店（位于原宝山书店）。1927年四一二事变后，上海长江书店遭查封。1927年11月，毛泽民重返上海继续从事中共的出版发行工作。1928年夏毛泽民在上海爱而近路（今安庆路）春晖里建起中共党组织最大的印刷机构——协盛印刷所。1928年底暴露后，转移乐印刷机器。1929年初，毛泽民带印刷所部分人和机器悄然前往天津英租界广东道福安里4号（今唐山道47号）一所一院两厢的青砖楼房成立华新印刷公司，毛泽民化名周韵华为公司“东家”兼经理，21人都是党团员，大多是毛泽民从上海带来的。顺直省委在天津最繁华的劝业场附近（法租界24号路17号）开办了北方书店，作为印刷厂的秘密转运站。上海党组织在上海康脑脱路（今康定路）762号另设华兴书局（曾使用春阳书店、启阳书店、浦江书店等名称）。1931初，毛泽民回上海，与瞿云白（瞿秋白之弟）、钱之光一起在沪筹建党的秘密印刷厂。1931年4月顾顺章叛变，党组织通知毛泽民离沪转移到香港，旋赴江西中央革命根据地。中央出报发行部撤销。
中央出报发行部还协助地方党组织先后创办南昌和太原的明星书店、广州国光书店、重庆新曙书店、宁波书店、青岛书店。在香港和巴黎设立书刊代销处。形成以上海为中心的发行网络。 
1939年3月，中共中央《关于建立发行部的通知》指出：“为了适当地散发、分配与推销党的各种出版物，统一对于各种发行机关的领导，打破各地顽固分子对于本党出版物的查禁与封锁，研究各种发行工作的经验，中央特决定：从中央起至县委止一律设立发行部，必要时区委亦应设立发行部，支部委员会设发行干事，地委以上发行部除部长及必要的干事外，得依工作的需要，设立巡视员若干人”“各级发行部应依照各种不同的环境，建立公开的、半公开的或秘密的发行网。”1939年6月1日成立中共中央发行部，接替中央党报委员会主管党的出报发行工作。李富春兼任部长，王林任副部长。设出版处、印刷处、发行处、秘书处、总务处等。发行部直接管理中央印刷厂、新华书店等。
1939年8月底改名中央出版发行部。各根据地的中共中央局和中央分局，也相继建立了发行部。敌后抗日根据地在残酷的反扫荡压力下，一般把党报发行科、党委组织部交通科、战地邮政3种工作合一，以秘密交通、武装交通、根据地内普通交通等形式实现党报、书刊、党政军内部文件、信件的传递。
1941年12月，中央政治局决定精兵简政，中央出版发行部改为中央出版局，负责指导、组织延安各系统编辑出版发行工作，决定编辑、出版、发行工作方针与具体计划。博古兼任局长，博古、凯丰、吴亮平、李富春、萧向荣等组成出版委员会，博古任主任，许之桢任秘书。
1946年并入中央宣传部。设发行科和新华书店总店。